# ヴェヒンゲン
ヴェヒンゲン (ドイツ語: Wechingen) はドイツ連邦共和国バイエルン州シュヴァーベン行政管区のドナウ＝リース郡に属す町村（以下、本項では便宜上「町」と記述する）で、ネルトリンゲンに本部を置くリース行政共同体を構成する自治体の一つである。

## 地理
ヴェヒンゲンは、隕石の衝突により形成されたリース内のアウクスブルク開発計画地域に位置している。

### 自治体の構成
この町は、公式には7つの地区 (Ort) からなる。このうち小集落や孤立農場などを除く集落を以下に列記する。
- フェッセンハイム
- ホルツキルヒェン
- ヴェヒンゲン

## 歴史
ヴェヒンゲンは、エッティンゲン＝シュピーベルク侯領に属した。この町は1806年のライン同盟によりバイエルン領となった。1818年に現在の自治体が成立した。1978年にそれまで独立した町村であったフェッセンハイムとホルツキルヒェンが合併した。

### 人口推移
- 1970年 1,464人
- 1987年 1,317人
- 2000年 1,384人

## 行政
町長は、2008年以降クラウス・シュミット (Wählergemeinschaft) が務めている。

## 経済と社会資本

### 交通
フェッセンハイムは鉄道の旧ネルトリンゲン - ヴェムディング線沿いに位置している。この路線は1903年に開通し、1981年に旅客運行を廃止した。

## 引用
1. ↑  https://www.statistikdaten.bayern.de/genesis/online?operation=result&code=12411-003r&leerzeilen=false&language=de Genesis-Online-Datenbank des Bayerischen Landesamtes für Statistik Tabelle 12411-003r Fortschreibung des Bevölkerungsstandes: Gemeinden, Stichtag (Einwohnerzahlen auf Grundlage des Zensus 2011)
2. ↑  Bayerische Landesbibliothek Online